# Antypater II Etezjasz
Antypater II Etezjasz (gr.: Ἀντίπατρος Ετησίας, Antίpatros Etēsίas) (zm. po 277 p.n.e.) – król Macedonii z dynastii Antypatrydów w 279 p.n.e. Syn Filipa, najmłodszego syna Antypatra, regenta macedońskiego.

## Życiorys
Antypater, bratanek króla Macedonii Kassandra, został królem po śmierci Ptolemeusza II Keraunosa i usunięciu Meleagra w r. 279 p.n.e. Otrzymał przydomek Etezjasz, bowiem jego panowanie trwało około 45 dni, tyle ile wieją wiatry etezyjskie. Macedończycy uznali go za niezdolnego wodza armii, bowiem bardzo się obawiali ponownego najazdu Celtów. Z Tego powodu postanowili zerwać z tradycją i obrali Sostenesa na króla. Ten nakazał, by złożyli mu przysięgę na wierność jako wodzowi, nie jako królowi. Jako następcę Antypatra obrano Ptolemeusza III, syna króla Tracji i Macedonii Lizymacha i Arsinoe II. Antypater, pomimo usunięcia z tronu, nadal dzierżył część kraju. Antygon II Gonatas postanowił zdobyć całą Macedonię. Wzmocnił swą armię najemnikami celtyckimi. Dzięki ich pomocy usunął z tronu Aleksandra VI Arridajosa, brata przyrodniego Ptolemeusza III. Po czym prawdopodobnie został obrany królem przez tych żołnierzy, którzy popierali poprzednika. Potem pokonał Ptolemeusza i Antypatra, którzy schronili się na dworze króla Ptolemeusza II Filadelfa w Egipcie.